# 蛾蟇
『蛾蟇』（がま）は、日本のバンド、ガゼットの通算7作目のアルバム、6枚目のミニアルバム。

## 概要
- シングル「reila」の発売した後に発表されたミニアルバム。全体的にライブの中でメンバー自身が求めているライブ作りに必要な雰囲気を持った曲、全弦1音半下げ+6弦のみをもう1弦下げたいわゆる“ドロップBチューニング”を用いたハードで重いサウンドなど、すでに構想自体は早い段階から固まっていた。
- 作品全体のイメージとして「薄汚い感じ」「下水道」といったダーティーな雰囲気を持たせたかったと語っている。またタイトルの「蛾蟇」とはそういったイメージとして似合う言葉を幾つか挙げていた中でREITAが発した「がま」という言葉がいい、ということでRUKIが決めた。
- このミニアルバムのリードトラックともいえる「COCKROACH」では後にミュージッククリップが制作された。
- これを携えて全国ツアー「the underground red cockrotch」が行われた。
- ツアーファイナルはバンド初となる東京国際フォーラムで行なわれた。
- これがインディーズラスト作品となる

## 収録曲
1. anagra[SE]
タイトルの由来はアルバムのイメージから連想されたもの。
2. COCKROACH
（作詞：流鬼.  作曲：大日本異端芸者の皆様）
RUKI原曲。COCKROACHとはゴキブリのこと。REITAが数少ないスラップ奏法を行っている曲でもある。ライブでは頻繁に演奏されている。
3. Last bouquet
（作詞：流鬼.  作曲：大日本異端芸者の皆様）
麗原曲。本作の中で唯一の歌モノの曲になっている。
4. Katherine in the trunk
（作詞：流鬼.  作曲：大日本異端芸者の皆様）
麗原曲。女性言葉で描かれた、自分の愛する猫との顛末を描いている。
5. Sugar Pain
（作詞：流鬼.  作曲：大日本異端芸者の皆様）
葵原曲。題材として親子の性愛描写が生々しく描かれている。